# Мајк Димкич
Мајкл Џон Димкич (енгл. Michael John Dimkich) познат као Мајк Димкич (енгл. Mike Dimkich), амерички је рок гитариста, који је тренутно члан групе Bad Religion. Такође је свирао за музичке групе The Cult и Channel 3. Димкич је српског порекла, стога је добио надимак „Србин“ (енгл. The Serb).